# 陈磊 (拼多多)
陈磊(1979年—)，是一位中国企业家。

## 生平
1979年出生于福建省福州市，毕业于福建师范大学附属中学，1996年和王小川等其他三人获得国际信息学奥林匹克竞赛金牌。清华大学本科，美国威斯康星大学麦迪逊分校计算机科学博士，曾在Google等公司工作。2007年加入黄峥创立的欧酷网。2020年，任拼多多公司首席执行官。2021年3月，任拼多多董事长。